# Georges Girardot

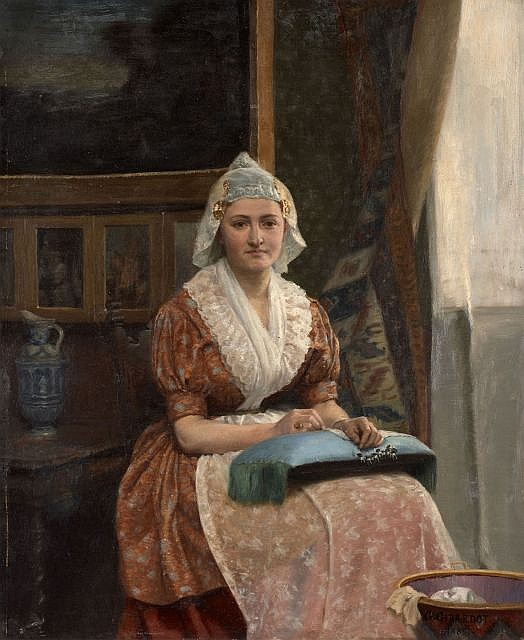
Die Stickerin

Georges Marie Julien Girardot (* 4. August 1856 in Besançon; † 21. April 1914 in Paris) war ein französischer Genre-, Akt- und Landschaftsmaler.
Girardot war Schüler von Albert Maignan (1845–1908).  
Er malte meist symbolische Genrebilder, Frauenakte und Landschaften in heller, impressionistischer Farbgebung.
Ab 1882 zeigte er seine Werke im Salon der Société des Artistes Français und wurde 1893 („Die Jagd“), 1896 („Predigt und Wunder des hl. Maximin“) und 1907 („Exodus der Götter“) ausgezeichnet.